# Actief centrum (biochemie)

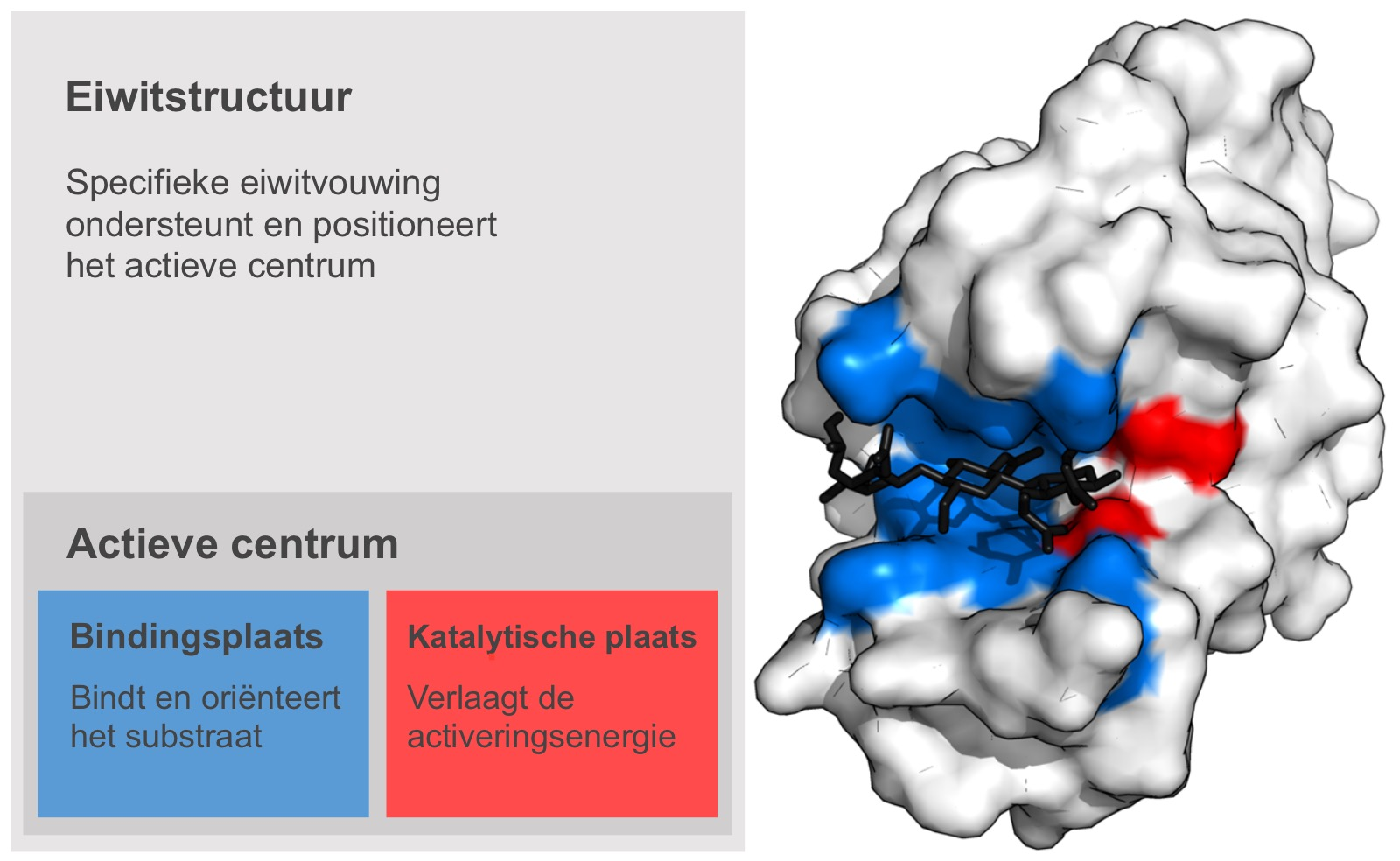
Structuur van het actieve centrum van een lysozym. Bindingsplaats in blauw, katalytische plaats in rood en het substraat (peptidoglycaan) in zwart.

Het actieve centrum is het gebied van een enzym waaraan het substraat bindt en waar de chemische reactie plaatsvindt die het enzym katalyseert. Het actieve centrum kan voorgesteld worden als een holte in het enzymmolecuul.
Het actieve centrum is gevormd naar analogie van de structuur van het substraat. Als gevolg hiervan kunnen de meeste enzymen alleen een interactie aangaan met een specifiek substraatmolecuul. Deze specificiteit wordt bepaald door de ruimtelijke ordening van aminozuren binnen het actieve centrum. Sommige enzymen moeten binden met bepaalde cofactoren om hun passende structuur aan te nemen of om een redoxreactie mogelijk te maken.
In het actieve centrum bevinden zich residuen (bepaalde aminozuren binnen de polypeptideketen) die tijdelijk bindingen aangaan met het substraat. Het substraat wordt daardoor herkend en vastgehouden. Daarnaast zijn er residuen die de reactie van het substraat katalyseren. Dit zijn de residuen van de zogenaamde katalytische triade. Het actieve centrum kan een reactie meermaals katalyseren, omdat de residuen aan het einde van de reactie onveranderd zijn. De residuen kunnen tijdens de reactie veranderen, maar na afloop worden ze geregenereerd.

## Mechanisme

### Structuur
Ondanks dat er grote structuurverschillen bestaan tussen individuele enzymen, delen de meeste actieve centra een aantal algemene kenmerken. Ten eerste bestrijkt het actieve centrum slechts een klein deel van het totale enzym. Het gaat meestal om een in de diepte van het eiwit gelegen ruimte (holte), waarvan de wanden gevormd worden door de zijketens van (veelal hydrofobe) aminozuurresiduen. Het actieve centrum ligt dus goed afgegrensd van het cytoplasma, waardoor de enzymatische reactie in een optimale fysisch-chemische omgeving kan optreden.
Ten tweede berust de specificiteit van de enzymatische reactie grotendeels op een nauwkeurig aan het substraat aangepaste vorm van het actieve centrum. Daar kunnen de atomen van het substraat en enzym elkaar dicht genoeg benaderen om niet-covalente interacties met elkaar aan te gaan. Bij veel enzymen bevat het actieve centrum een ruimtelijke vorm die enigszins beweeglijk is. Wanneer deze mobiliteit benut wordt om de vorm van het actieve centrum aan die van het subtraat aan te passen, spreekt men van induced fit.

### Katalytisch proces
Zodra het substraat is gebonden en georiënteerd aan het actieve centrum, kan katalyse van de reactie beginnen. Door de vrijgekomen energie van de enzym-substraat-binding kan het subtraat tijdelijk tot een andere ruimtelijke conformatie overgaan, die de overgangstoestand wordt genoemd. De aminozuurzijketens van de katalytische triade (drie kritische aminozuren) en cofactoren zoals NAD leveren de elektronen of waterstofionen die nodig zijn voor de chemische reactie. Na de reactie wordt meestal een tweede overgangstoestand bereikt waaruit het reactieproduct ontstaat. Het reactieproduct laat los en het enzym neemt zijn oorspronkelijke vorm aan.